# Josef Sellmair
Josef Sellmair (21 de febrero de 1896 en Thalhausen - 23 de julio de 1954 en Ludwigshafen) fue un teólogo y pedagogo católico alemán.

## Vida
El 21 de febrero de 1896 nace en Thalhausen (hoy un barrio de Kranzberg) Josef Sellmair, hijo del agricultor Joseph y de su mujer Maria (nacida Fischer). Tras haber asistido en los años 1902 a 1909 a una escuela pública en Wippenhausen, de 1909 a 1912 entró en el internado para futuros seminaristas de la archidiócesis de Scheyern y Freising. En 1915 fue llamado para hacer el servicio militar como soldado para la Primera Guerra Mundial y al año siguiente terminó ya su Bachillerato en Freising. Los años 1918 a 1920 los pasó en el campamento francés para oficiales prisioneros de guerra en Uzès, y ya en 1920 se matriculó en la Universidad de Freising para realizar los estudios de Teología y el 29 de junio de 1922 obtuvo su ordenación como sacerdote.
Tras haber ejercido como capellán en Oberföhring, en 1925 ejerció como cura en Múnich; dos años después dedicó sus servicios como capellán en Nymphenburg. Al año siguiente ejerció de vicario. Posteriormente obtuvo el grado de doctor en Teología y en Filosofía y también ejerció como profesor de Religión. En el otoño de 1945 se hizo cargo de un empleo como profesor extraordinario de Pedagogía en una Universidad de Regensburg. Dos años más tarde se cambió a la Universidad de Múnich y vivió en Jetzendorf.
Tras una larga enfermedad murió Josef Sellmair el 23 de julio de 1954 en Ludwigshafen y fue enterrado en Wippenhausen.

## Obras
- "Internatserziehung. Probleme und Aufgaben katholischer Gemeinschaftserziehung" (1929/1931) / "Educación en los internados. Problemas y Tareas en la educación en comunidad" (1929/1931)
- Pädagogik des Jansenismus (1932) / Pedagogía del jansenismo (1932)
- Der Mensch in der Tragik (1936) / El hombre en la tragedia (1936; 1941 segunda edición, 1949 tercera edición; traducida al italiano)
- Priester und Mensch (Folleto de la Pascua de 1938; traducido al español y al inglés)
- Der Priester in der Welt (1939) (Libro que completa el folleto anterior y cambia el título) / El sacerdote en el mundo; traducido al español y al inglés.
- Tagebuch des Templers (1947) / Diario del templario (1947).
- Weisheit der Sibylle (1948) / Sabiduría de las pitonisas (1948).
- Lehren der Geschichte (1949) / Enseñanzas de la Historia (1949).